# Badje-Bieljaure
Badje-Bieljaure är en sjö i Arjeplogs kommun i Lappland och ingår i Skellefteälvens huvudavrinningsområde. Sjön har en area på 0,642 kvadratkilometer och ligger 617,6 meter över havet. Badje-Bieljaure ligger i Pieljekaise Natura 2000-område. Sjön avvattnas av vattendraget Bieljaurjåkkå.

## Delavrinningsområde
Badje-Bieljaure ingår i det delavrinningsområde (735963-154732) som SMHI kallar för Utloppet av Badje-Bieljaure. Medelhöjden är 688 meter över havet och ytan är 5,24 kvadratkilometer. Det finns ett avrinningsområde uppströms, och räknas det in blir den ackumulerade arean 32,05 kvadratkilometer. Bieljaurjåkkå som avvattnar avrinningsområdet har biflödesordning 2, vilket innebär att vattnet flödar genom totalt 2 vattendrag innan det når havet efter 315 kilometer. Avrinningsområdet består mestadels av skog (73 procent) och kalfjäll (14 procent). Avrinningsområdet har 0,69 kvadratkilometer vattenytor vilket ger det en sjöprocent på 13,2 procent.